# Futuro Bem Próximo AC
Futuro Bem Próximo AC is een Braziliaanse voetbalclub uit Niterói, in de staat Rio de Janeiro. De club speelt ook wedstrijden in Campo Grande, een wijk van Rio de Janeiro.

## Geschiedenis
De club werd opgericht in 2000. In 2004 werd het profstatuut aangenomen en nam de club deel aan de Terceira Divisão van het Campeonato Carioca. In 2009 trok de club zich terug uit de competitie, maar nam een jaar later wel weer deel. Ook in 2012 nam de club niet deel aan de competitie. Van 2013 tot 2018 speelde de club opnieuw in de derde klasse en degradeerde dan. De club nam in 2019 niet deel aan de vierde divisie.